# جايسون بون
جايسون بون (بالإنجليزية: Jason Bohn)‏ هو لاعب غولف أمريكي، ولد في 24 أبريل 1973 في Lewisburg, Pennsylvania ‏ في الولايات المتحدة.

## وصلات خارجية
- جايسون بون على موقع رابطة لاعبي الغولف المحترفين (الإنجليزية)
- جايسون بون على موقع التصنيف العالمي الرسمي للغولف (الإنجليزية)